# Журавець кримський
{{#ifeq:0|0|{{#if:Geranium asphodeloides|{{#if:|[[]}}|[[]]}}}}
Журавець кримський (Geranium asphodeloides) — вид квіткових рослин родини капустяних (Brassicaceae).

## Біоморфологічна характеристика

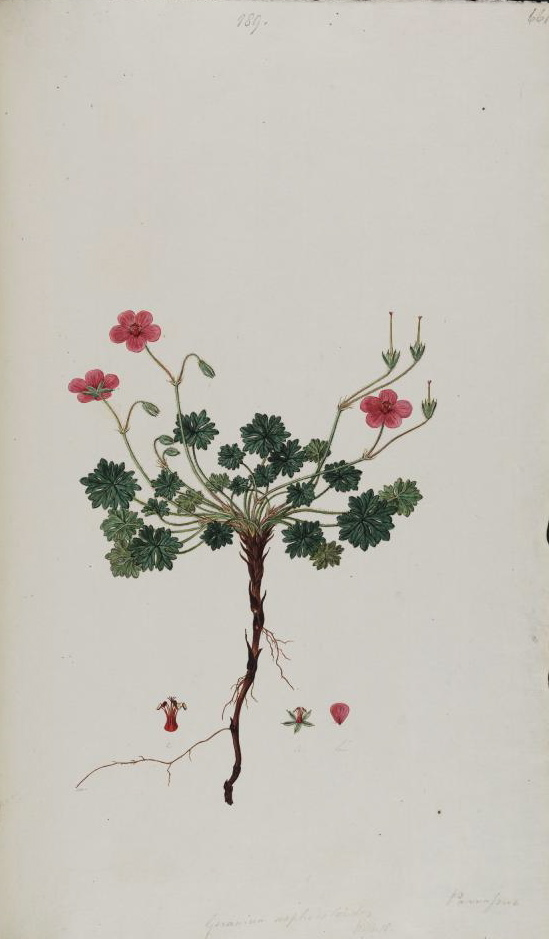

Це багаторічна рослина 15–50 см заввишки; кореневище коротке, що несе м'ясисті, вузько-веретеноподібні корені. Стебла прямовисні чи слабо висхідні. Листки 3–6 см у діаметрі, пальчастороздільні до 3/4–4/5; сегменти по 2–3 ділиться на цілі або надрізано-зубчасті частки. Чашолистки яйцювато-ланцетні, 6–7.5 мм, запушені, часто залозисті. Пелюстки зворотно-яйцюваті чи вузько-зворотно-яйцюваті, 9–14 мм, лілові або іноді червонувато-пурпурові. Мерикарп запушений, не ребристий. Насіння ямчасте.

## Поширення
Росте на півдні Європі та заході Азії (Албанія, Болгарія, Греція, Італія (у т. ч. Сицилія), Україна (а саме Крим), Ліван, Грузія, Азербайджан, Туреччина (у т. ч. європейська), Сербія).
В Україні росте у лісах, чагарниках, відкритих схилах — у гірському Криму, на ПБК, звичайно.